# 후촉 (오호 십육국)
후촉(後蜀, 405년 ~ 413년)은 지금의 쓰촨성에 위치했던 오호 십육국시대에 국가이다. 다른 표현으로는 건국자인 초종의 성을 따 초촉(譙蜀)이라고도 한다.
초종이 건국했으며, 국왕이 한명밖에 없었고, 단명한 나라라서 십육국에 들어가지 않는다.

## 역사
의희(義熙) 원년(405년), 촉군(蜀軍)은 동진에게 강릉(江陵)을 공격하라는 명령을 받았지만 이 명령을 거부하고 반대했던 군사들이 반란을 일으켜 초종을 주군삼아 성도를 공격하고 함락했다. 초종은 스스로를 성도왕(成都王)이라 칭하고 여기서 후촉을 건국하였다.
그러나 후촉의 건국은 동진의 장강 상류 지역에 대한 영향력이 약화된 때에 건국한 것이기 때문에 이 약체를 극복하기 위해 407년, 후진(後秦)에 사신을 보내 스스로를 번속(藩屬)으로 후진에게 종속하여 408년, 동진의 공격을 받았을 때 후진의 지원을 받아 동진군 격퇴에 성공하였다.
413년, 동진은 재차 후촉에 대한 공격을 감행하였고, 유유의 부장인 주영석(朱齡石)이 이끄는 군대에 의해 후촉군은 완전히 패배하였고, 성도는 함락되었다. 이후 초종은 자결하였고, 후촉은 멸망했다.

## 군주
1. 초종(譙縱)